# Jiro Kusano
Jiro Kusano (Japans: 草野次郎, Kusano Jirō) (Kioto, 1955) is een Japans componist en muziekpedagoog. 

## Levensloop
Kusano studeerde aan de Aichi Prefecture University of Fine Arts and Music in Nagakute en behaalde aldaar zowel zijn Bachelor of Music als zijn Master of Music in compositie in 1977 respectievelijk in 1979. Aan deze universiteit bleef hij verbonden als docent tot 1982. In 1982 veranderde hij zich en werd docent aan de Sakuyo Muziek Universiteit (Sakuyo Ongaku Daigaku) in Kurashiki. Vanaf 1983 werkte hij als docent aan de Hyogo Universiteit voor lerarenopleiding en werd in 2003 tot hoogleraar benoemd. 
Als componist won hij verschillende malen prijzen en onderscheidingen zoals de Aichi Prefecture Gouverneur Award (Kuwabara Prijs) (1977), de Asahi Composition Award for Chorus (1996), een compositieprijs tijdens het Sogakudo Japan Song Competition (1998), de All Japan Pitina Pianoconcours (2007) en de Tokyo International Composition Competition (2010). Hij is lid van de Japan Federation of Composers de Kansai Society for Contemporary Music.

## Composities

### Werken voor orkest
- 2001 Bacchanale
- 2005 Vision, voor orkest

### Werken voor harmonieorkest
- Dirge (挽歌), voor harmonieorkest

### Muziektheater

#### Opera
| Voltooid in | titel                                    | aktes | première                                      | libretto      |
| ----------- | ---------------------------------------- | ----- | --------------------------------------------- | ------------- |
| 2006        | Cello-player, Goshu (セロ弾きのゴーシュ) |       | 25 maart 2007, Nishinomiya, Kinoehigashi Hall | Kenji Myazawa |

### Vocale muziek

#### Werken voor koor
- 1990 Preface to Asaki Spring, voor gemengd koor

#### Liederen
- 2002 Utauyoni, Yukkurito..., voor sopraan en piano
- Forever, forever, voor sopraan en piano
- Slowly to sing ..., voor sopraan en piano[1] - tekst: Michizu Tachihara

### Kamermuziek
- 1998 Contrasts (コントラスツ), voor cello en piano
- 2000 Fusion (融合), voor klarinet en piano
- 2003 Ceremonial Fanfare, voor koperensemble
- 2008 Kiso-fantasy, voor cello solo
- For the After-the-Dark II, voor strijkkwartet
- Sonate nr. 1 in g mineur, voor viool en piano

### Werken voor piano
- 2002 Reminiscence
- 2003 Elegy
- 2004 Meteor
- Irene Suite
- Paraphrase on a Theme of "Yoimachigusa"

### Werken voor traditionele Japanse instrumenten
- 1989 Fūen, voor twee shakuhachi, koto en 17-snaren koto
- 1992 Capriccio, voor shakuhachi en koto
- 1992 Variationen und Fuge, voor shakuhachi, koto en 17-snaren koto

## Publicaties
- センリツ　コウゾウ　ト　ワセイ　コウゾウ　ニカンスル　コウサツ (A study of harmony and melody structure), 2001/2002.